# يوان بوشارد
يوان بوشارد (بالفرنسية: Yoann Bouchard)‏ (1 ديسمبر 1976 بلا شاريتيه سور لوار في فرنسا - ) هو لاعب كرة قدم فرنسي في مركز حراسة المرمى. لعب مع راسينغ فيرول ونادي أوكسير ونادي إلتشي ونادي غرونوبل ونادي كان ونادي كليرمونت 63 ونيم أولمبيك ونادي بيزنسون ‏.

## وصلات خارجية
- يوان بوشارد على موقع قاعدة بيانات كرة القدم.إي يو (الإنجليزية)